# Eufileto
Eufileto (en griego antiguo: Εὐφίλετος) fue probablemente un pintor de cerámica ática de figuras negras, activo en Atenas a mediados del siglo VI a. C.
Solo se le conoce por su nombre en un pinax de Eleusis de figuras negras que representa a una mujer con una diadema y un hombre con un cetro. Sin embargo, no se sabe si era el pintor de vasos o quizás el consagrador, ya que de la inscripción solo ΕΥΦΙΛΕΤΟ{Σ} (EUPHILETOS) se conserva y puede ser complementado por epoiesen o egraphsen (según Beazley), así como por anetheken.